# Leptochilus tarsatus
Leptochilus tarsatus är en stekelart som först beskrevs av Henri Saussure 1855.  Leptochilus tarsatus ingår i släktet Leptochilus och familjen Eumenidae. Inga underarter finns listade i Catalogue of Life.